# Михайлівка (Новгород-Сіверський район)
Миха́йлівка —  село в Україні, у Новгород-Сіверській міській громаді Новгород-Сіверського району Чернігівської області. Населення становить 61 осіб. До 2020 орган місцевого самоврядування — Ковпинська сільська рада.

## Населення
У кінці 80-х років за радянських часів в селі жив 61 мешканець. Був колгосп і ферми, лісгосп, конюшня і магазин. У 2007 році колгосп розвалився із тих пір село дуже сильно занепало, із нього виїхала більшість населення. Частина селян виїхала до сусіднього села, яке значно більше за розмірами, там лишилася школа.
Станом на 2018 рік проживало близько 10 осіб у трьох хатах. Двох школярів — хлопця і дівчинку возять до сусіднього села до школи.

## Історія
12 червня 2020 року, відповідно до розпорядження Кабінету Міністрів України № 730-р «Про визначення адміністративних центрів та затвердження територій територіальних громад Чернігівської області», увійшло до складу Новгород-Сіверської міської громади.
19 липня 2020 року, в результаті адміністративно - територіальної реформи та ліквідації колишнього Новгород-Сіверського району, село увійшло до новоствореного Новгород-Сіверського району Чернігівської області.

## Цікавий факт
У липні 2018 року телеканал UA:Чернігів зняв сюжет про село.